# Aéroport régional de Langley
L'aéroport régional de Langley est un aéroport situé en Colombie-Britannique, au Canada.